# Joanna Siemieniuk
Joanna Siemieniuk, po mężu Bitner (ur. 20 września 1965) – polska lekkoatletka specjalizująca się w biegach średniodystansowych, mistrzyni Polski.

## Kariera sportowa
Była zawodniczką AZS-AWF Wrocław.
Na mistrzostwach Polski seniorek na otwartym stadionie zdobyła osiem medali, w tym trzy złote - w biegu na 800 metrów w 1990 i w sztafecie 4 x 400 metrów w 1989 i 1990, srebrny w sztafecie 4 x 400 metrów w 1987 i brązowe w biegu na 800 metrów w 1988 i 1989, biegu na 1500 metrów w 1990 i sztafecie 4 x 400 metrów w 1988. 
Pracuje jako nauczycielka wychowania fizycznego w Zespole Szkół Zawodowych w Złotoryi.
Rekordy życiowe:
- 400 m: 55,64 (25.06.1988)
- 800 m – 2:01,76 (12.08.1990)
- 1500 m – 4:17,64 (18.08.1989)